# Ingrid Geijer-Rönningberg
Ingrid Margareta Geijer-Rönningberg (även stavningen Röningberg förekommer), född 1 augusti 1895 i Piteå, död 23 februari 1983 i S:t Görans församling i Stockholm, var en svensk skulptris.
Hon var dotter till bryggeridisponenten Gustaf Mauritz Geijer och Maria Lundberg och från 1931 gift med läraren och författaren Johannes Rönningberg. Hon studerade för Carl Milles vid Konsthögskolan i Stockholm 1926–1928 med avbrott för ett års studier i Rom med stöd från det stipendium hon tilldelades från den Casselska fonden och under studieresor till Frankrike. Hon ställde ut separat i Kiruna 1930 och i Sigtuna 1934 och medverkade i samlingsutställningar med gruppen Aderton konstnärer på Liljevalchs konsthall och i Kirunas stads jubileumsutställning. Bland hennes offentliga arbeten märks Sittande lapp i diabas framför läroverket i Kiruna, porträttskulpturen över löparen Edvin Wide på Östermalms idrottsplats i Stockholm och femkamparen Lars Hall vid idrottsplatsen i Karlskrona. Hennes konst består till stor del av porträttbyster och reliefer. Geijer-Rönningberg är gravsatt i S:t Görans kolumbarium i Stockholm.

## Offentliga verk i urval
- Byst över Edvin Wide, brons, 1932, uppsatt på Stadion i Stockholm 1984
- Porträttbyst över Lars Hall, brons, 1953, Innanför entrén till Karlskrona idrottsplats, Karlskrona
- Byst över Carl Nilsson, brons, 1963, Tivoliparken i Kristianstad